# Carignan-de-Bordeaux
Carignan-de-Bordeaux är en kommun i departementet Gironde i regionen Nouvelle-Aquitaine i sydvästra Frankrike. Kommunen ligger i kantonen Créon som tillhör arrondissementet Bordeaux. År 2022 hade Carignan-de-Bordeaux 4 312 invånare.

## Befolkningsutveckling
Antalet invånare i kommunen Carignan-de-Bordeaux
Referens:INSEE